# Jan Boven
Jan Boven (Delfzijl, 28 de febrer de 1972) va ser un ciclista neerlandès, que fou professional entre 1996 i 2008. Actualment és director esportiu de l'equip Lotto NL-Jumbo.

## Palmarès
- 1996
  - Vencedor d'una etapa del Teleflex Tour

### Resultats al Tour de França
- 2000. Abandona (17a etapa)

### Resultats a la Volta a Espanya
- 1999. 63è de la Classificació general
- 2001. 98è de la Classificació general
- 2003. 141è de la Classificació general
- 2004. Abandona (17a etapa)
- 2005. Abandona (6a etapa)

### Resultats al Giro d'Itàlia
- 2002. 57è de la Classificació general